# Regne de Castella
El Regne de Castella va sorgir al segle x, a partir del comtat de Castella, després de l'entronització de Ferran I. Aquesta terra era habitada majoritàriament per habitants d'origen càntabre i basc amb un dialecte romanç propi, el castellà i unes lleis diferenciades. El seu nom probablement prové de la gran quantitat de castells que es trobaven en la zona.

## Comtat de Castella
L'any 929 el Comtat de Castella es va independitzar del Regne de Lleó amb el comte Ferran González, que unificà tots els territoris i feu dels seus dominis un comtat hereditari a l'esquena dels reis de Lleó.

## Regne de Castella

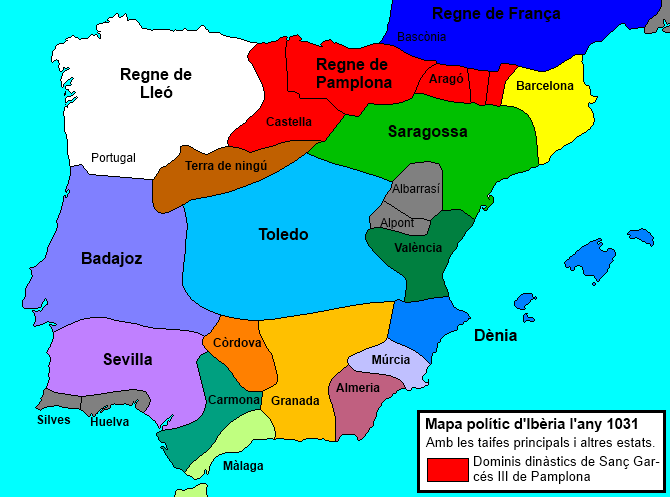
Castella sota domini navarrès.

L'any 1029 Sanç el Major adquireix el Comtat de Castella a la seva esposa Múnia de Castella, germana de l'últim comte de Castella, Garcia II de Castella. Amb l'ascens de Sanç III, el comtat de Castella esdevé un regne gràcies al seu títol de rei de Navarra. A la seva mort, ocorreguda l'any 1035, deixa un minvat Comtat de Castella al seu fill Ferran I.
Ferran I, casat al seu torn amb Sança de Lleó, germana de Beremund III, provocà una guerra en la qual morí el sobirà lleonès a la batalla de Tamarón. Al morir sense descendència directa, Ferran I esgrimí els drets de la seva esposa Sança i ell mateix prengué el poder, i fou nomenat rei de Lleó el dia 22 de juny de 1038. Aquesta seria la primera unió dels regnes de Lleó i Castella. Ferran va ser rei més important de la segona meitat del segle xi. Va conquerir Coïmbra i va atacar els regnes andalusins, exigint-los un tribut conegut com a paria. L'estratègia de Ferran era continuar demanant paries fins que el taifa estigués molt debilitat militarment i econòmicament. Va repoblar també les fronteres per mitjà de furs.
A la mort de Ferran I, ocorreguda el 1065, el seu testament seguí la tradició navarresa de dividir els regnes entre els hereus: 
- el primogènit Sanç rebé el Regne de Castella.
- Alfons rebé el Regne de Lleó.
- Garcia rebé el Regne de Galícia

Sanç II de Castella s'alià amb el seu germà Alfons VI de Lleó i entre ambdós conquistaren Galícia a mans del seu germà petit, Garcia I de Galícia. Sanç II, no content amb Castella i la meitat del Regne de Galícia, atacà al seu germà i ocupa Lleó amb l'ajuda de Rodrigo Díaz de Vivar. Gràcies a la seva germana Urraca, a la ciutat de Zamora es refugià el gruix de l'exèrcit lleonès, al que Sanç assetja però on el rei castellà és assassinat el 1072 pel noble lleonès Vellido Dolfos, retirant-se les tropes castellanes. D'aquesta manera Alfons VI de Lleó recuperà tot el territori, governant com a rei de Lleó, Castella i Galícia. Aquesta és la segona unió dels regnes de Lleó i Castella, no obstant això, segueixen existint dos regnes diferenciats.
Alfons VI, el Valent, va colonitzar amb població dels seus regnes les zones de Segòvia, Àvila i Salamanca. En haver assegurat les fronteres, el rei Alfons va conquerir el poderós regne andalusí de Toledo el 1085. Toledo, l'antiga capital dels visigots, era una localitat ideològicament molt significativa, i la conquesta va fer d'Alfons un dels reis més reconeguts del món cristià. Va adoptar el títol d'Imperator totious Hispanie ('Emperador de totes les Espanyes', en el sentit geogràfic del terme). Alfons va aplicar una política molt més agressiva contra les taifes, les quals van demanar el suport dels almoràvits africans. Amb Alfons VI es produeix un acostament a la resta de regnes europeus, especialment al Regne de França, casant a les seves filles Urraca i Teresa amb Ramon de Borgonya i Enric de Borgonya. A la mort d'Alfons VI fou succeït per la seva filla Urraca I de Castella. Aquesta es va casar, en segones núpcies, amb Alfons I d'Aragó, però al no assolir la unificació dels regnes i a causa dels grans enfrontaments de classes entre els dos regnes, Alfons I va repudiar Urraca el 1114, el que va aguditzar els enfrontaments entre els dos regnes. Si bé el papa Pasqual II havia anul·lat el matrimoni anteriorment, ells seguiren junts fins a aquesta data. Urraca també va haver d'enfrontar-se al seu únic fill, Alfons, que fou inicialment nomenat Rei de Galícia, per a fer valer els seus drets sobre aquest regne.
A la mort d'Urraca l'any 1126 Alfons VII fou nomenat rei de Castella i de Lleó, annexionant-se posteriorment terres dels regnes de Navarra i Aragó, a causa de la debilitat d'aquests regnes causada per la seva secessió a la mort d'Alfons I d'Aragó. Al seu torn renuncià el seu dret a la conquesta de la costa mediterrània a favor de la nova unió del Regne d'Aragó amb el Comtat de Barcelona mitjançant el casament de Peronella d'Aragó amb Ramon Berenguer IV.
A la mort d'Alfons VII els seus dominis foren dividits novament, sent Sanç III de Castella nomenat rei el 1157 fixant-se les delimitacions entre els dos regnes al tractat de Sahagún de 1158.
La incorporació de la Senyoria de Biscaia a Castella va tenir lloc de forma definitiva en 1200, després de la campanya duta a terme per Alfons VIII de Castella a Àlaba, Treviño i Guipúscoa. L'any 1230 novament aparegué la rivalitat entre els dos regnes en ser nomenat Ferran III de Castella hereu dels dos regnes novament gràcies a l'herència del seu pare, Alfons IX de Lleó, i la cessió del regne per part de la seva mare, Berenguera de Castella. Ferran III va aprofitar el declivi de l'imperi almohade per a conquerir la vall del riu Guadalquivir mentre que el seu fill Alfons prenia el Regne de Múrcia.
Les Corts de Lleó i Castella es van fondre, moment el qual es considera que sorgeix la Corona de Castella, formada per distints regnes: Castella, Lleó, Galícia i Toledo, així com regnes i senyories conquistats als àrabs (Còrdova, Múrcia, Jaén, Sevilla i Molina d'Aragó). Els regnes van conservar el seu dret i organització social, fins al punt que a les persones del Regne de Castella que eren jutjades en el Regne de Toledo i en el de Lleó se'ls aplicava el dret del de Castella.

## Símbols del Regne de Castella
Fou a partir del regnat d'Alfons VIII que es començaren a utilitzar l'escut i el penó.
- Escut d' Alfons VIII
- Penó carmesí